# Fleninge
Fleninge – miejscowość (tätort) w Szwecji, w regionie administracyjnym (län) Skania, w gminie Helsingborg.
Według danych Szwedzkiego Urzędu Statystycznego liczba ludności wyniosła: 206 (31 grudnia 2015), 208 (31 grudnia 2018) i 214 (31 grudnia 2019).